# Josep Mas i Martínez
Josep Mas i Martínez fou un advocat i polític català, diputat a les Corts Espanyoles durant la restauració borbònica.
Llicenciat en dret, exercí com a advocat inscrit al Col·legi d'Advocats de Manresa. A les eleccions generals espanyoles de 1881 fou elegit diputat pel Partit Liberal Fusionista pel districte de Manresa. No va revalidar l'escó a les eleccions generals espanyoles de 1884 perquè fou vençut pel candidat conservador Ramon de Rocafort i Casamitjana.